# Kečkovce
Kečkovce este o comună slovacă, aflată în districtul Svidník din regiunea Prešov. Localitatea se află la altitudinea de 402 m deasupra n.m., se întinde pe o suprafață de 12,77 km2 și în 2017 număra 249 de locuitori.

## Istoric
Localitatea Kečkovce este atestată documentar din 1582.

## Demografie
| An:                | 1994 | 2004   | 2014    | 2024   |
| ------------------ | ---- | ------ | ------- | ------ |
| Număr de persoane: | 219  | 223    | 247     | 264    |
| Diferență:         |      | +1,82% | +10,76% | +6,88% |

| An:                | 2023 | 2024   |
| ------------------ | ---- | ------ |
| Număr de persoane: | 258  | 264    |
| Diferență:         |      | +2,32% |